# Layamon
Layamon (Laȝamon en moyen anglais) est un poète anglais de la fin XIIe siècle et du début du XIIIe siècle.
Il est surtout connu pour avoir adapté en anglais médiéval Le Roman de Brut de Wace, lequel est lui-même une adaptation de l'Historia regum Britannie de Geoffroy de Monmouth. Ce que racontent les quelque 16 000 vers de Layamon n'est pas très original par rapport à ses sources, retraçant l'histoire des rois de Bretagne (actuellement Grande-Bretagne) à partir du fondateur supposé Brut jusqu'à Cadwaladr, en passant par Lear et par Arthur, tous des personnages plus légendaires qu'historiques. Cependant, le poème de Layamon, couramment désigné sous le titre de Brut, occupe une place importante dans l'histoire et la littérature anglaises, car il est l’un des premiers documents écrits en anglais.
Excepté cette unique œuvre, on ne sait presque rien de Layamon. Dans ses vers, il se dit prêtre d’Ernley, aujourd’hui, Areley Kings dans le Worcestershire.
Quant à son nom, il pose un problème, car d’après la leçon de British Museum MS. Cotton Caligula A. IX, l’un des deux manuscrits conservant le poème, il s’écrit avec un yogh. Ce dernier est une lettre utilisée en moyen anglais pour représenter des sons divers, entre autres /w/, /j/, /g/, /x/, etc. Il peut également être confondu avec un z. Ainsi, dans des ouvrages modernes, on trouve le nom de cet auteur sous différentes formes : Laȝamon (graphie du manuscrit), Layamon, Lazamon, Lawamon, Lawemon, Lawmon, Lawman, Laweman, Loweman. Layamon semble toutefois la forme la plus répandue et la plus communément admise.

## Éditions du texte
- LAYAMON, Brut, edited from British Museum MS. Cotton Caligula A. IX and British Museum MS. Cotton Otho C. XIII, by G. L. Brook and R. F. Leslie, 2 vols., Londres/New York, Oxford University Press, 1963-1978.

- Édition en ligne (Version du MS. Cotton Caligula A. IXX)

## Traductions disponibles en ligne
- en français (extrait)
- en anglais (extrait)